# Rivalno
Rivalno – wieś w Chorwacji, w żupanii varażdińskiej, w gminie Martijanec. W 2011 roku liczyła 51 mieszkańców.